# 赵汉乘
赵汉乘，（조한승，1982年11月27日—）出生於首爾市，1995年入段，2000年四段，2001年五段。2000-2001年获韩国第11届新人王战冠军。2003年第7届新锐十杰战冠军，升为七段。第7、8、9和11届LG杯四强，第17届和第20届亚洲杯电视快棋赛亚军，第8届韩国LG精油杯亚军。
2006年5月升为九段，同年12月12日，第十一届巴卡斯杯天元战决赛中以3比1击败李世乭九段，获得职业生涯第一个冠军。
2009年获得BC卡杯亚军。
2010年获得广州亚运会围棋男团金牌。